# Erich Apel
Erich Apel (3 de octubre de 1917, Judenbach, distrito de Sonneberg, Turingia, Alemania - 3 de diciembre de 1965) fue un político de la República Democrática Alemana. 
Trabajó durante la Segunda Guerra Mundial como ingeniero de cohetes en el Centro de Investigación del Ejército de Peenemünde en la Alemania nazi . Después de su regreso de la Unión Soviética, donde había trabajado a la fuerza para el desarrollo de cohetes en el marco de la Operación Osoaviajim hasta 1952, se convirtió en funcionario del partido de Alemania Oriental . A finales de la década de 1950, estuvo cada vez más involucrado en la política económica, y desde 1958 se desempeñó como jefe de la Comisión de Economía de la República Democrática Alemana en el Politburó. Fue visto como un reformador. Sin embargo, la reforma económica rápidamente desapareció de la agenda después de octubre de 1964, cuando Nikita Khrushchev cayó del poder en Moscú.
En 1963 recibió la orden Bandera del Trabajo y en 1964 la Orden del Mérito Patriótico en oro. 
El 3 de diciembre de 1965 se suicidó en el Ministerio con su arma de servicio. De esta manera evitó firmar el nuevo acuerdo comercial con la Unión Soviética.